# Rudolf Dostal
Rudolf Dostal (ps. Labacensis), slovenski učitelj in publicist, * 11. april 1883,  Ljubljana, † 3. november 1958, Ljubljana.
Rodil se je očetu Karlu in materi Mariji (rojena Prosenc). Po končanem ljubljanskem učiteljišču (1903) je na Dunaju 1907 zaključil študij pedagogike in postal strokovni učitelj gluhonemnice v Ljubljani. Po letu 1919 je pričel objavljati članke iz najrazličnejših področij, zlasti iz pedagogike, politične in krajevne zgodovine, geografije, gospodarstva, poleg navedenih pa je obravnaval tudi druge teme. Članke je  pogostokrat objavljal pod psevdonimom Labacensis nekatere pa tudi anonimno.